# Montfaucon-Montigné
Montfaucon-Montigné è un comune francese soppresso e frazione del dipartimento del Maine e Loira nella regione dei Paesi della Loira. Dal 15 dicembre 2015 si è fuso con i comuni di Saint-Macaire-en-Mauges, Le Longeron, La Renaudière, Roussay, Saint-André-de-la-Marche, Saint-Crespin-sur-Moine, Saint-Germain-sur-Moine, Tillières e Torfou per formare il nuovo comune di Sèvremoine.
Il nuovo comune ha sostituito la preesistente comunità di comuni di Moine-et-Sèvre creata nel 2007.

## Storia
Anche Montfaucon-Montigné è il risultato di una fusione avvenuta il 29 febbraio 2000 tra i preesistenti comuni di Montfaucon e Montigné-sur-Moine.

## Società

### Evoluzione demografica
Abitanti censiti